# أرمغان خانة
أرمغان خانة (بالفارسية: ارمغان‌خانه) هي مدينة تقع في مركز منطقة قره بشتلو في مدينة زنجان، إيران. يقدر عدد سكانها بـ 1,581 نسمة .